# Alexeï Rykov
Pour les articles homonymes, voir Rykov.
Alexeï Ivanovitch Rykov (en russe : Алексей Иванович Рыков , né le 13 février 1881 (25 février dans le calendrier grégorien) à Saratov et mort exécuté 15 mars 1938 à Moscou  est un militant bolchevik et homme d'État de l'Union soviétique. De 1924 à 1929, il fut chef nominal du gouvernement soviétique en tant que président du Conseil des commissaires du peuple.

## Un bolchevik unitaire
Il est issu d'une famille paysanne dans les environs de Saratov. En 1898, il adhéra au Parti ouvrier social-démocrate de Russie (POSDR) et se rangea du côté de la tendance bolchevik quand celle-ci se distingua des menchevik en 1903. Il participa en tant que bolchevik à la révolution russe de 1905. Il siège une première fois au Comité central de 1905 à 1907.
Il rompit avec ce courant en 1910 lorsque les bolcheviks s'opposèrent à un projet de réunification du POSDR, resta cependant actif au soviet de Moscou et œuvra pour la constitution d'une coalition des mouvements de gauche.
En 1917, Rykov rejoignit le soviet de Petrograd et le Comité central du POSDR. En octobre il fut admis au Comité militaire révolutionnaire qui organisa la révolution d'Octobre.
Dans le nouveau gouvernement constitué après la Révolution, il fut brièvement commissaire du peuple aux affaires intérieures (du 26 octobre au 4 novembre 1917). Après une rupture avec le POSDR due à l'expulsion du gouvernement des socialistes-révolutionnaires de gauche, il réadhère au Parti en 1918.

## Le responsable politique soviétique

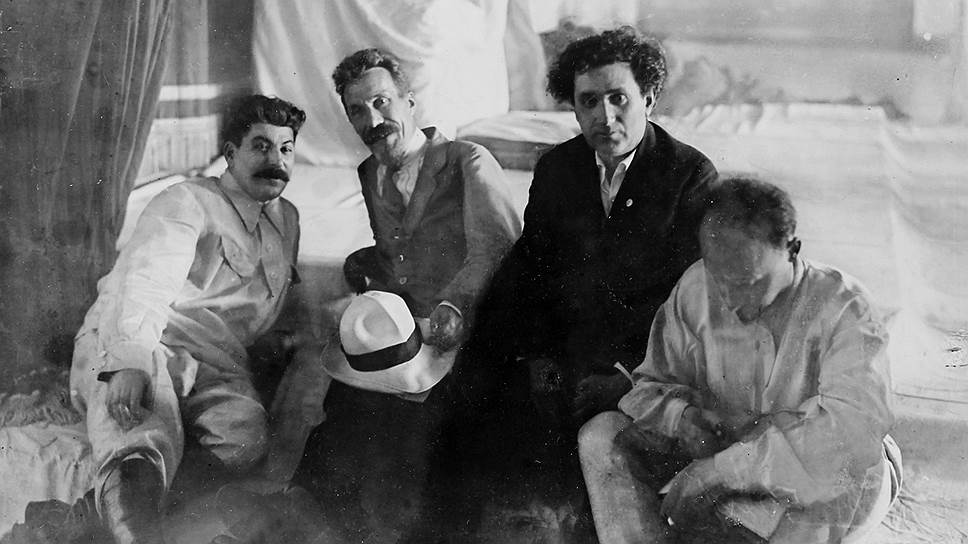
Rykov entouré de Joseph Staline (à sa droite) et de Grigori Zinoviev et Nikolaï Boukharine (à sa gauche)

Rykov est membre du Comité central du Parti de 1920 à 1934 et candidat au Comité central de 1934 à 1937. Il participe en outre au Conseil militaire révolutionnaire pendant la guerre civile russe. Il occupe des responsabilités dans la gestion économique, en tant que président du Conseil économique suprême (équivalent du ministère de l'économie) de 1918 à 1921 et de 1923 à 1924. Il succède à Lénine comme président du conseil des commissaires du peuple (chef du gouvernement) en 1924. Il soutint Nikolaï Boukharine et Staline contre Trotski. Rykov faisait partie de l'aile « droite » du parti et fut, comme Staline et Boukharine, en faveur de la NEP (Nouvelle politique économique). Lorsque Staline rompit avec Boukharine et l'aile droite du parti, « Rykovka » fut démis de ses responsabilités en 1930, remplacé par Molotov dont Staline poussait la candidature.
Il demeure au gouvernement, à un rôle subalterne en tant que commissaire du peuple aux Communications (Poste et Télégraphes) de 1931 à 1936. Exclu définitivement des instances du parti lors du plénum du Comité central de février-mars 1937, il figure parmi les victimes des Grandes Purges staliniennes. Arrêté en février 1937, il fut accusé lors du troisième procès de Moscou, en 1938, de même que Boukharine, Guenrikh Iagoda, Christian Rakovsky et Nikolaï Krestinsky d'avoir comploté avec Trotski contre Staline. Il fut déclaré coupable par le conseil militaire du tribunal suprême d'URSS, puis exécuté le 15 mars 1938.
Rykov fut réhabilité en 1988.

## Sources
- Izvetiâ CK KPSS, no 306, 7 juin 1990
- Simon Sebag Montefiore (trad. de l'anglais par Florence La Bruyère et Antonina Roubichou-Stretz), Staline : La cour du tsar rouge, vol. I. 1929-1941, Paris, Perrin, 2010, 723 p. (ISBN 978-2-262-03434-4).